# Клеммташ

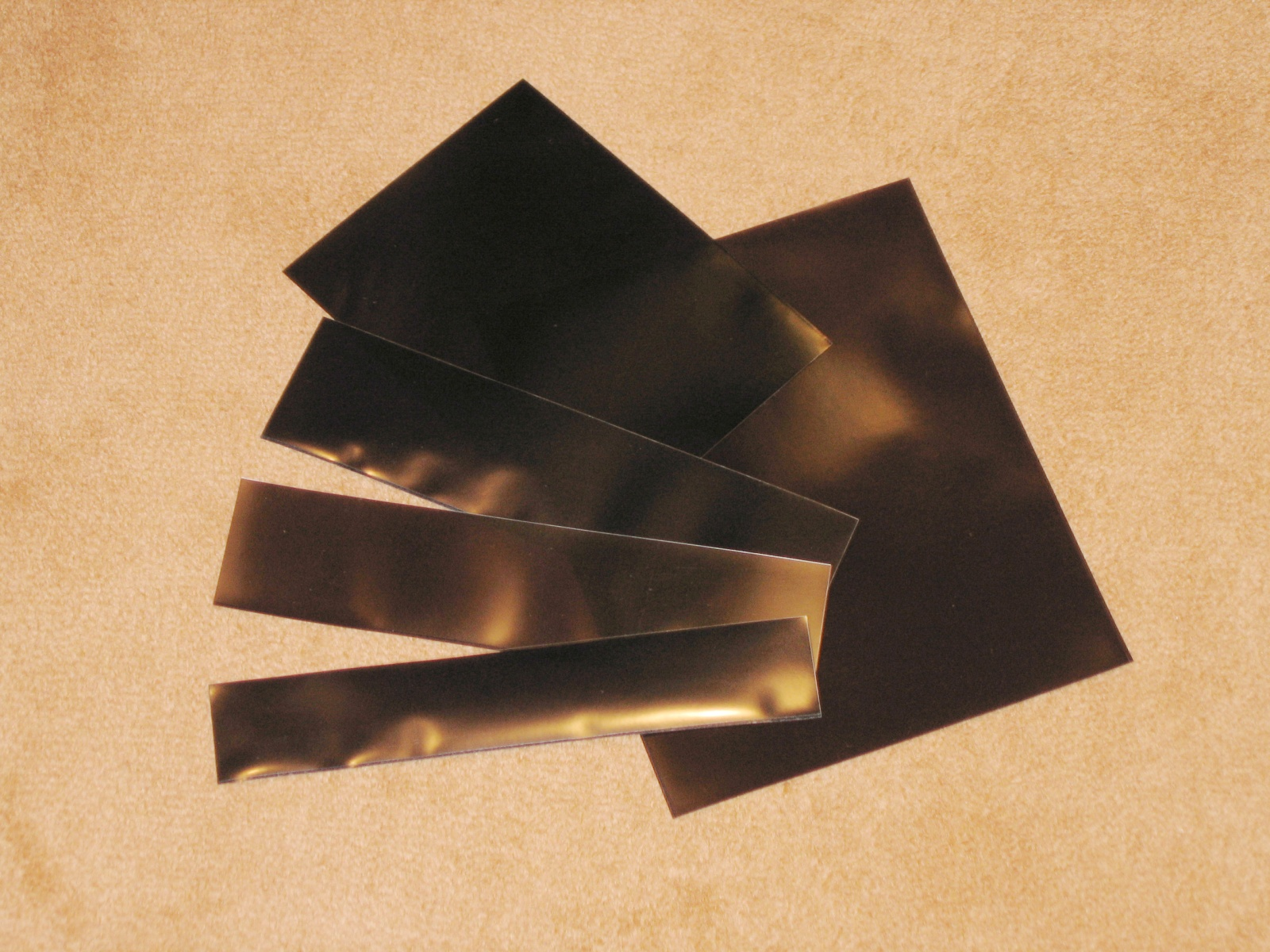
Клеммташи разных размеров

Клеммта́ш, также клеммта́ше, или клемм-та́ше (от нем. Klemme, — тиски, Tasche — карман), держатель для марок — специально изготовленные из синтетической плёнки двухслойные полосы, скреплённые между собой. Клеммташи используются для хранения почтовых марок, блоков, целых и цельных вещей.

## Описание
Полосы клемматаша скрепляются по одной стороне: верхняя из прозрачной плёнки, нижняя также из прозрачной тонированной плёнки или чёрной бумаги. Отрезанная по размеру марки полоска образует индивидуальный карманчик, в который вкладывается марка, прочно удерживаемая полосками. Иногда оборот клеммташа гуммирован.

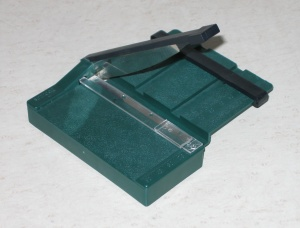
Резак для клеммташей

Благодаря наличию гуммированного слоя марка в клеммташе может быть наклеена в альбом. Клеммташ без клеевого слоя прикрепляется в альбом с помощью обычных наклеек. Ширина клеммташей различна — от 2 см (для малоформатных марок) до весьма широких лент, предназначенных для сохранения блоков, целых и цельных вещей.

## История
Предшественниками клеммташей были появившиеся в 1920-е — 1930-е годы прозрачные кармашки различного типа, в которых марки прикреплялись к листам. Это было следствием повышенного внимания к клею марок и стремления сохранить их «почтовую свежесть». Постепенно от различных кармашков перешли к современным клеммташам.